# Limnocoris lutzi
Limnocoris lutzi är en insektsart som beskrevs av La Rivers 1957. Limnocoris lutzi ingår i släktet Limnocoris och familjen vattenbin. Inga underarter finns listade i Catalogue of Life.